# Елиът Уорд
Елиът Лесли Уорд (на английски: Elliott Leslie Ward) е английски професионален футболист, играещ като защитник за Ковънтри Сити.
Пробива си път през младежките формации на Уест Хям, преди да се присъедини към първия отбор. Прекарва сезоните от 2004 до 2006 под наем в Питърбъро Юнайтед, Бристъл Роувърс и Плимут Аргайл. През втората половина на сезон 2004/2005 се представя изключително добре при партньорството си с Антон Фърдинанд за Чуковете, които печелят промоция в Премиър Лийг.
През лятото на 2006 г. преминава за 1 млн. паунда в Ковънтри Сити.
Благодарение на добрите си игри е свързван с преминаване в Чарлтън, Фулъм и Уест Хям.